# Военни кореспонденти в Руско-турската война (1877 – 1878)
Военни кореспонденти са журналисти, представители на печатно издание в Полевия щаб на Действащата Руска армия.
Военните кореспонденти в Руско-турската война (1877 – 1878) са акредитирани от печатни издания в Полевия щаб на Действуващата Руска армия. Ръководят от завеждащия канцеларията на главнокомандващия на Действащата Руска армия на Балканския полуостров полковник Михаил Газенкампф. В действията си се съобразяват с разработения и приет от руска правителствена комисия „Статут за акредитиране на военните кореспонденти, за правата и задълженията им“. Поемат задължението за коректност към армията, в която са аташирани, и опазване на военната тайна. Носят отличителен знак „Кореспондент №...“ Отразяват непосредствения ход на военните действия. Периодично се командироват в конкретна военна част, колона, отряд. Материалното осигуряване е равностойно на кадрови офицер от Руската армия. Осигурена им е и охрана.
Техните публикации са ценен източник за войната. Отразяват и състоянието на българския народ. Дават сведения за неговото материално и културно положение, за участието му във войната. Обикновено симпатизират на българската национална кауза. Някои от кореспондентите участват по необходимост в отделни епизоди от войната и са наградени от руското командване. Част от тях след войната публикуват своите кореспонденции и очерци в самостоятелни издания. С права на кореспонденти са още и художници, фотографи и военни наблюдатели, които са автори на множество рисунки, гравюри, фотографии и статии отразяващи военните действия.
След войната кореспондентите художници създават картини с непреходна историческа и художествена стойност на основата на направените ескизи, скици и етюди. Военни кореспонденти са акредитирани и в действащата турска армия.

### Кореспонденти на руски издания
- Александър Иванов, в-к „Новое время“
- Дмитрий Гирс, сп. „Северный вестник“
- Владимир Бехтерев, сп. „Северный вестник“
- Николай Каразин, в-к „Новое время“
- Всеволод Крестовский, в-к „Правительственый вестник“, сп. „Русский вестник“
- Николай Максимов, в-к „Биржевые ведомости“, в-к „Голос“ и в-к „Руское обозрение“
- Василий Немирович-Данченко, в-к „Новое время“ и в-к „Наш век“
- Александър Пузиревски, в-к „Руский инвалид“
- Вячеслав Росоловски, в-к „Новое время“
- Пьотър Сокалски, в-к „Голос“ и „Одесский вестник“
- Михаил Федоров, в-к „Русские ведомости“
- Лев Шаховской, в-к „Московские ведомости“
- Евгений Утин, в-к „Вестник Европы“
- Петър Оджаков, в-к „Одесский вестник“
- Стефан Стамболов, в-к „Новое время“
- Стефан Бобчев, в-к „Русский мир“
- Джанюариъс Макгахан (Januarius MacGahan), в-к „Голос“
- Френсис Стенли (Francis Stanley), в-к „Голос“
- Владимир Гиляровски, кореспондент, доброволец
- Степан Полушкин, в-к „Русское слово“.

### Кореспонденти на английски издания
- Арчибалд Форбс (Archibald Forbes), вестник „Дейли Нюз“
- Джанюариъс Макгахан (Januarius MacGahan), вестник „Дейли Нюз“
- Фредерик Бойл, вестник „Standart“
- д-р А.Карик (A. Carrik), вестник „The Scotsman“
- Рос (Ros), вестник „The Scotsman“
- полковник Чарлс Бракенбъри (Charles Brackenburi), вестник „Times“ („Таймс“)
- Фредерик Уилърс (Frederic Villers), списание „Grafic“
- Ф.Стенли (F. Stanley), вестник „Manchester Guardian“
- Едуард Матю Хъл (Edward Matthew Hale), списание „Illustrated London News“

### Кореспонденти на френски издания
- Дик де Лонли (Dick de Lonley), в-к „Le Monde Illustre“ и в-к „La Moniteur universel“
- К. Фарк (C. Farcy), в-к „La Franse“
- Анри дьо Ламот (Henri Félix de Lamothe), в-к „Le Temps“ (дн. „Le Monde“ „Монд“)
- Огюст Ланка (Auguste André Lançon), в-к „L'Illrstration“
- П. Гране (P. Granet), в-к „La Republikgue“
- Аполон Млоховски (A. Mlochowski de Belina), в-к „L'Estafette“
- Иван дьо Вестин (Ivan de Woestyne), в-к „Le Figaro“ („Фигаро“)

### Кореспонденти на германски издания
- Даунхауер (Daunhauer), в-к „Militär Wochenblatt“ и в-к „Nationalzeitung“
- Де Маре (De Maree), в-к „Über Land und Meer“
- Артур фон Хун (Arthur fon Huhn), в-к „Kölnische Zeitung“
- Бета (Betta), в-к „Berliner Tagblatt“
- Шененберг (Schenenberg), в-к „Allgemeine Zeitung“
- Виктор фон Лигниц (Viktor von Lignitz), в-к „Norddeutsche Zeitung“

### Кореспонденти на австро-унгарски издания
- Лицдентщад (Licdenstat), в-к „Die Presse“
- Уинтър (Wienter), в-к „Tagbladtt“
- Лукаш (Lukesch), в-к „Neue Wiener Tagblatt“
- Баковитц (Bacovitz), в-к „Pester Loiyd“
- Лахман (Lachman), в-к „Die Politik“
- Хелер (Heller), в-к „Narodni List“

### Други кореспонденти
- Лазаро Макоти (Lazzaro Makoti), М. Джанини (M. Cannini), Хосе Луис Пелисер (José Luis Pellicer), сп. „Illustration Espanola e Americana“
- Бьорлин (Bjorlin), в-к „Stockholm Dageblatt“
- Едуард Кинг (Edward King), в-к „Boston Gazette“
- Джанюариъс Макгахан (Januarius MacGahan), в-к „New York Herald“
- Поньон, агенция „Хавас“
- Франсис Грийн, издания в САЩ

## Художници
- Николай Дмитриев-Оренбургски
- Василий Верешчагин
- Николай Каразин
- Генерал-лейтенант Василий Клем
- Павел Ковалевски
- Василий Поленов
- Николае Григореску
- Хенрих Дембицки
- Алексей Кившенко.
- Франсис Дейвис (Francis Davis)
- Лев Лагорио
- Пьотър Соколов

## Фотографи
- Франц Душек, придворен фотограф на румънския крал Карол I
- Александър Иванов, фотограф на Действуващата Руска армия на Балканския полуостров

## Писатели
- Всеволод Гаршин

## Военни наблюдатели
- САЩ, майор Франсис Грийн (Francis Greene)
- Франция, полковник Гайляр
- Великобритания, подполковник Фредерик Уелсли (Frederick Wellesley)
- Дания, фигел-адютант Мариус Хедеман (Marius Hedemann)
- Япония, подполковник Сейго Ямадзава
- Австро-Унгария, подполковник барон Ленайзен
- Германия, майор Виктор фон Лигниц (Viktor von Lignitz)

## Издания
- „Летучий военый листок“, печатен орган на Действуващата Руска армия
- „Иллюстрованная хроника войны“, Санкт Петербурт, 1878 – 1879, т. I и II
- „L'Illustration“, Париж, 1877 – 1878
- „Illustrierte Kriegschronik“, Лайпциг, 1878
- „Album de la Guerra Russo Turca del“, 1877

## Наградени кореспонденти
- д-р Карик, за оказана медицинска помощ на ранени руски войници в битката при Джуранли
- Арчибалд Форбс, за забележителни военни кореспонденции
- Василий Немирович-Данченко, за художествени кореспонденции и храброст при обсадата на Плевен
- Всеволод Крестовский, за художествени кореспонденции и храброст при обсадата на Плевен, зимното преминаване на Троянския проход и превземането на Адрианопол
- Николай Максимов, за художествени кореспонденции и храброст при втората атака на Плевен
- майор Виктор фон Лигниц, за активно участие във войната и храброст при форсирането на река Дунав при Зимнич-Свищов
- Вячеслав Росоловски, за храброст във втората атака на Плевен
- Александър Иванов, за храброст в битката при Джуранли
- подполковник Сейго Ямадзава, за храброст в третата атака на Плевен
- Франсис Дейвис, за забележителни военни кореспонденции
- Пьотър Соколов, за лично мъжество и героизъм в третата атака на Плевен

## Лишен от кореспондентски права
- Фредерик Бойл, в-к „Standart“ – за антируски изказвания и нарушаване правилата за опазване на военната тайна